# 優肢龍屬
優肢龍屬（學名：Euskelosaurus）是板龍科的半雙足恐龍，生活於三疊紀晚期的南非、賴索托及津巴布韋。牠可能是與非洲南部發現的祖父板龍（Plateosauravus）為同一物種。
正模標本（編號BMNH R1625）是由Alfred Brown在1863年發現，包含四肢骨頭及脊椎化石在1866年，由托馬斯·亨利·赫胥黎（Thomas Henry Huxley）將這些化石正式描述、命名，當時名為Euskelesaurus。在1902年，弗雷德里克·馮·休尼（Friedrich von Huene）將其改為現在的學名Euskelosaurus。

## 敘述
優肢龍的身長估計有10米長，這在板龍科中是巨大的物種。四肢類似蜥腳類恐龍。優肢龍的另一個特徵是股骨的骨幹是歪曲的。古生物學家Jacques van Heerden認為優肢龍的步態，其實是後肢往兩側延伸的。若果真是這樣，在恐龍中是很罕見的情況，因所有恐龍的腳就像哺乳動物都是直立在身體之下。

## 外部連結
- 恐龍博物館——優肢龍
- https://web.archive.org/web/20090728192854/http://www.thescelosaurus.com/sauropodomorpha.htm